# Beraeamyia kamberlera
Beraeamyia kamberlera är en nattsländeart som beskrevs av Malicky och Füsun Sipahiler 1993. Beraeamyia kamberlera ingår i släktet Beraeamyia och familjen sandrörsnattsländor. Inga underarter finns listade i Catalogue of Life.